# Amerikaanse presidentsverkiezingen 1992
De Amerikaanse presidentsverkiezingen van 1992 werden door Bill Clinton gewonnen. De strijd ging tussen president George H.W. Bush, de gouverneur van de staat Arkansas Bill Clinton en de onafhankelijke kandidaat Ross Perot. Bush brak zijn belofte om de belastingen niet te laten stijgen, wat ervoor zorgde dat hij de conservatieve vleugel van de Republikeinen in het harnas joeg. De economie was in een zodanige recessie beland, dat het buitenlandse beleid van president Bush, dat zich concentreerde rond het geweldloos uiteenvallen van de Sovjet-Unie en het winnen van de Golfoorlog tegen Sadam Hoessein, in het niets verbleekte. Clinton won de verkiezingen dan ook gemakkelijk.

## Voorverkiezingen

### Republikeinse voorverkiezingen
De conservatieve journalist Pat Buchanan was de belangrijkste tegenstander van Bush bij de Republikeinse voorverkiezingen. Bij de voorverkiezingen in New Hampshire wist hij 38 procent van de stemmen te krijgen, maar daarna wist hij geen serieuze oppositie meer te bieden tegen de president. In totaal kreeg Bush 9,2 miljoen stemmen, 73 procent van het totaal. Buchanan haalde 23 procent van alle stemmen, in totaal 2,9 miljoen. Ook Ku Klux Klan-leider David Duke haalde 0,1 miljoen stemmen. De partijleiding probeerde te voorkomen dat hij meedeed, maar slaagde daar niet in.
Op de Republikeinse conventie in Houston schaarden 2166 van de 2185 delegatieleden zich achter Bush. Vicepresident Dan Quayle werd zonder moeite herkozen als kandidaat voor het vicepresidentschap.

### Democratische voorverkiezingen
Na de voor Amerika succesvol verlopen Golfoorlog steunde 89 procent van de kiezers het beleid van president Bush. De kans dat hij herkozen werd leek daardoor dus zeer groot. Verschillende bekende Democratische kandidaten, zoals Mario Cuomo, besloten zich daarom niet verkiesbaar te stellen. Senator Al Gore stelde zich niet verkiesbaar omdat zijn zoon te kampen had met de naweeën van een ongeluk. Senator Tom Harkin, oud-senator Paul Tsongas, Jerry Brown, een voormalig gouverneur van Californië, senator Bob Kerrey, Douglas Wilder, gouverneur in Virginia, en Bill Clinton, gouverneur in Arkansas, stelden zich wel verkiesbaar.
De eerste voorverkiezingen werden door verschillende kandidaten gewonnen, zonder dat er een duidelijke favoriet of koploper was. Bill Clinton werd tweede bij de voorverkiezingen in New Hampshire, net op het moment dat het erop leek dat hij zijn campagne moest opgeven. Daar dankte hij de naam The Comeback Kid aan. Tot Super Tuesday op 10 maart hadden alleen Tom Harkin en Bob Kerrey de strijd opgegeven. Die dag won Bill Clinton in bijna alle staten. Dat maakte hem koploper. In reactie daarop gaf ook Tsongas de strijd op. Jerry Brown won verrassend de voorverkiezingen in Connecticut, Vermont en Alaska en had de leiding in de peilingen in de staten New York en Wisconsin. Hij maakte toen een fout door te zeggen dat hij de mogelijkheid overwoog om dominee Jesse Jackson te kiezen als zijn kandidaat voor het vicepresidentschap. Jackson had in het verleden verschillende antisemitische opmerkingen gemaakt. Dit viel slecht bij de joodse gemeenschap in New York en Clinton won de voorverkiezingen glansrijk. Vervolgens werd Brown ook verslagen door Clinton in zijn thuisstaat Californië. Op de Democratische conventie in New York werd Clinton vervolgens gekozen tot de Democratische kandidaat voor het presidentschap. Hij wees Al Gore aan als running mate voor het vicepresidentschap. Dit was een verrassende keuze omdat Gore, evenals Clinton, ook uit het zuiden afkomstig was. Meestal wordt er gekozen voor een kandidaat uit het noorden van de Verenigde Staten en één uit het zuiden. Tegelijkertijd droeg Gore wel bij aan een sterk groen en gezinsprofiel voor de Democratische campagne.

### Campagne Ross Perot
De zorgen rondom de hoge federale schuld zorgde voor een klimaat waarin Ross Perot, een Texaanse miljardair en onafhankelijk kandidaat, kon opkomen. Hij ageerde ook tegen het North American Free Trade Agreement (NAFTA). In juni 1992 stond hij zelfs op 39 procent in de peilingen, tegenover 31 procent voor Bush en 25 procent voor Clinton. Hij stapte echter in juli uit de race. Hij claimde dat dit was vanwege pogingen van de Republikeinen om het huwelijk van zijn dochter te verstoren. Toen hij na een paar weken toch weer aankondigde mee te doen stond Perot op een achterstand die hij uiteindelijk niet meer goed maakte.

## Verkiezingscampagne
Doordat Perot zich tijdelijk terugtrok uit de campagne ging de race vooral tussen Clinton en Bush. De president had in augustus nog een veilige voorsprong in juli, maar na de Democratische conventie nam Clinton de leiding over in de peilingen. De belangrijkste reden daarvoor was de zwakke positie van de economie waar de kiezer Bush verantwoordelijk voor hield. Clinton en Gore begonnen met een bustour dwars door de Verenigde Staten. Tegelijkertijd wees de campagne van Bush en Quayle op het gebrek aan internationale ervaring van Clinton en het feit dat Bush een einde had gemaakt aan de Koude Oorlog en dat hij de oorlog tegen Irak had gewonnen. Ook werd Clinton er van beschuldigd dat hij de militaire dienst had ontlopen. Omdat de economie bleef kwakkelen sloegen deze thema's niet erg aan.
Na de Republikeinse conventie in augustus stond Bush er in de peilingen iets beter voor, maar dit was slechts van korte duur. Perot ging weer meedoen aan de campagne en steeg weer in de peilingen omdat hij voor verschillende debatten met Bush en Clinton werd uitgenodigd. De winst van Perot ging vooral ten koste van Clinton. Ook werden er over en weer verschillende beschuldigingen geuit, zoals dat Clinton marihuana had gebruikt en dat Bush op zijn beurt in de jaren '70 een relatie had gehad met zijn secretaresse Jennifer Fitzgerald. Beiden ontkenden de verschillende beschuldigingen.

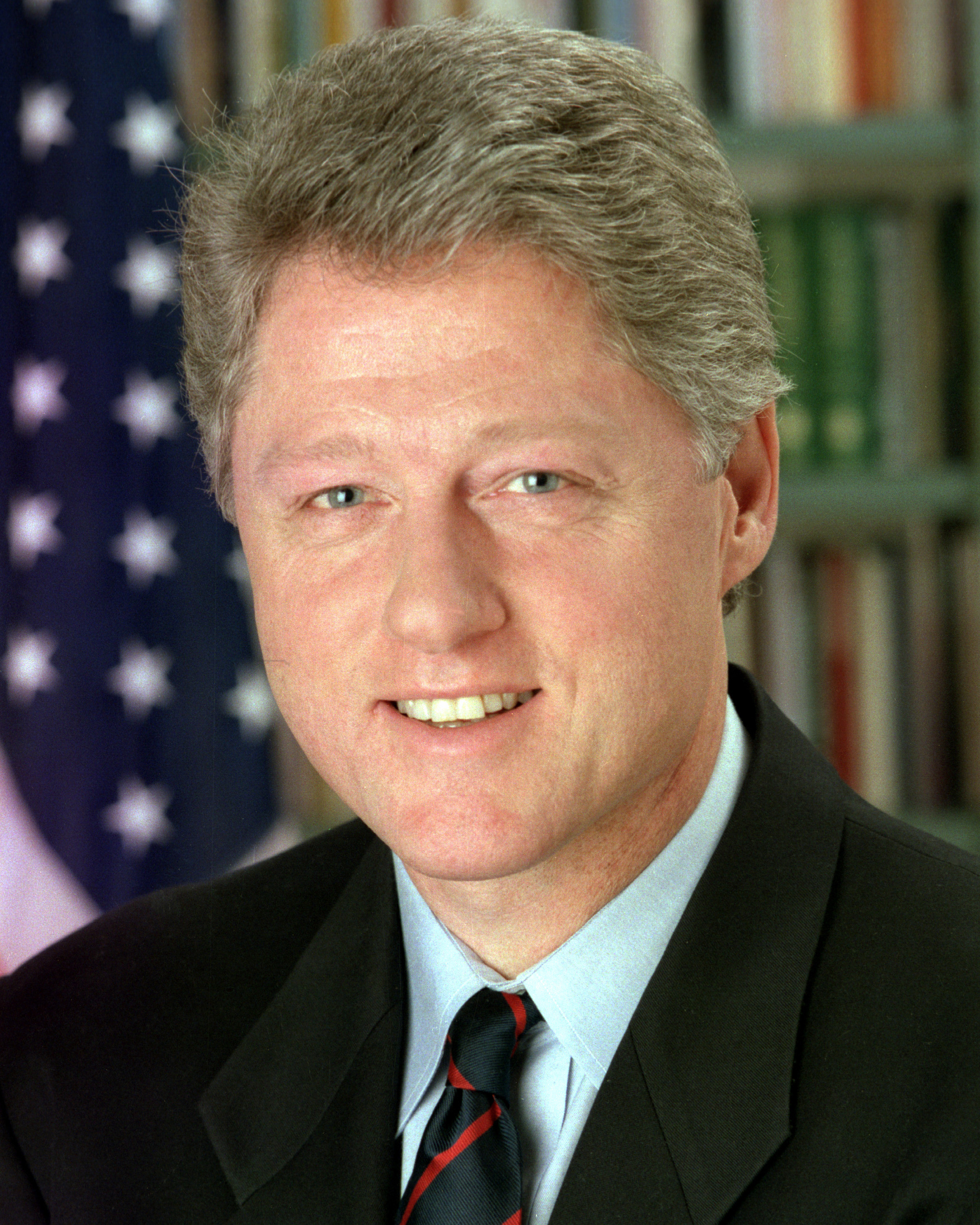
Gouverneur Bill Clinton uit Arkansas Democratische Partij
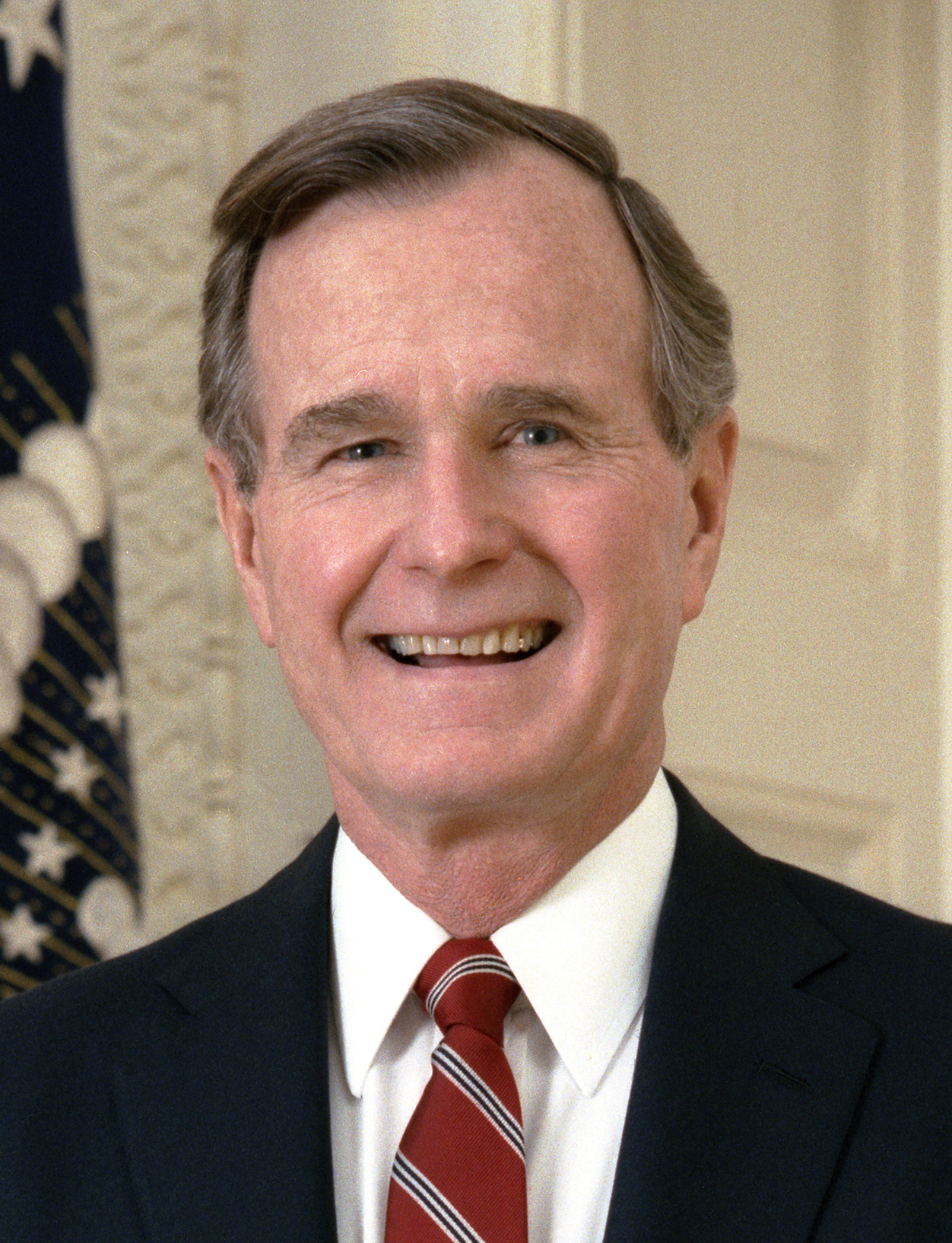
President George H.W. Bush uit Texas Republikeinse Partij
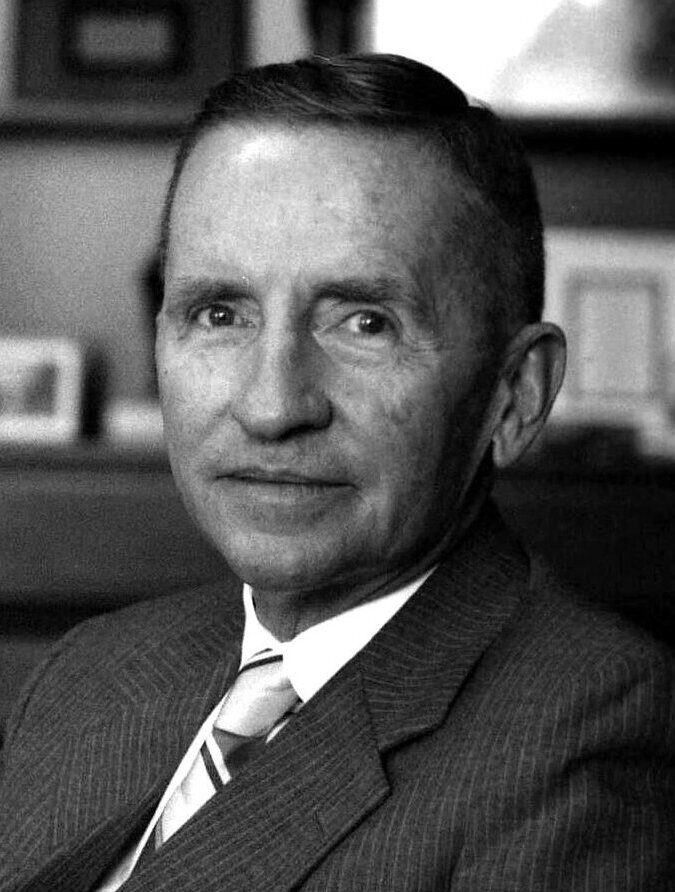
Ondernemer Ross Perot uit Texas Onafhankelijk

### Vicepresidentskandidaten

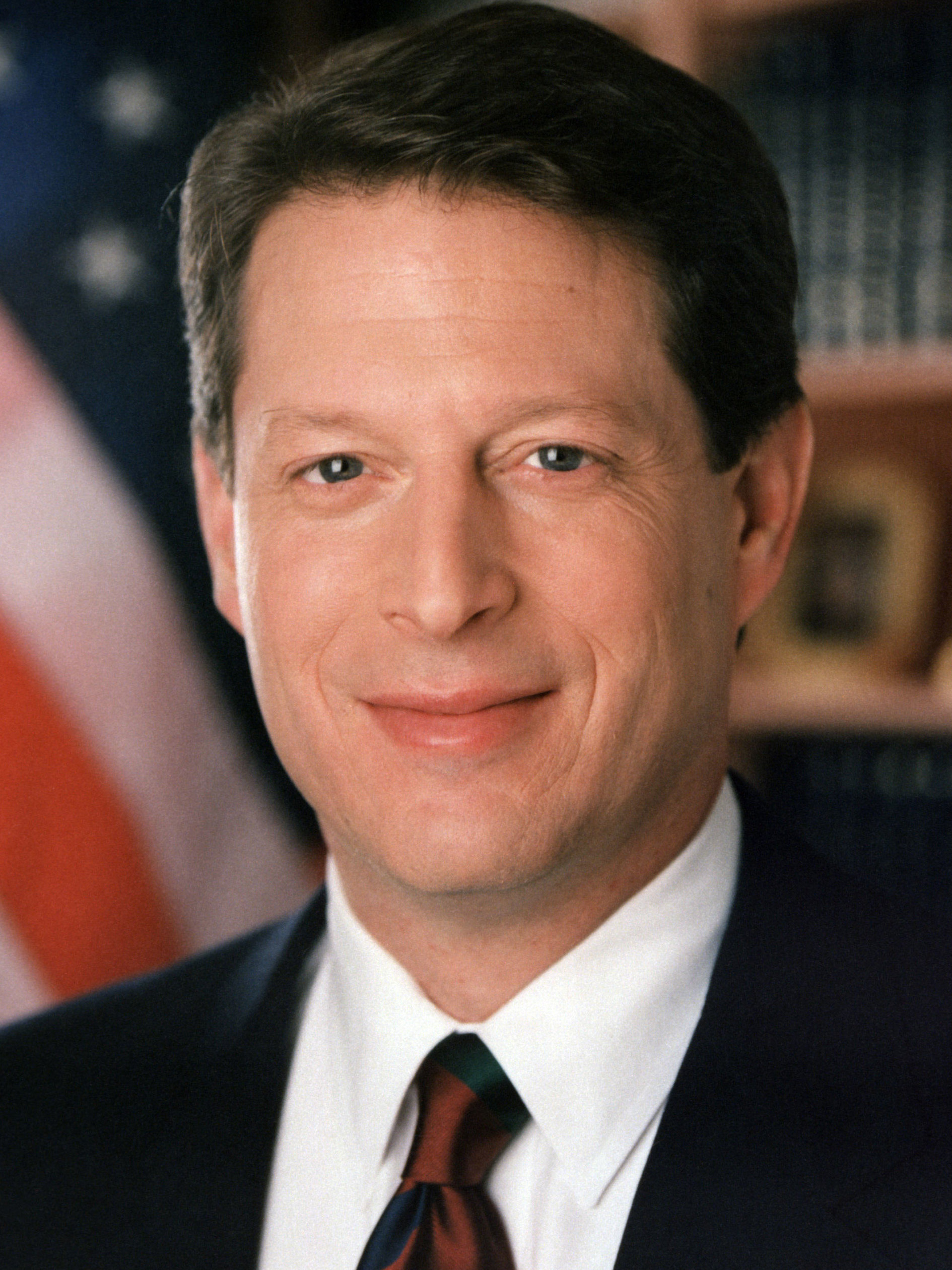
Senator Al Gore uit Tennessee Democratische Partij
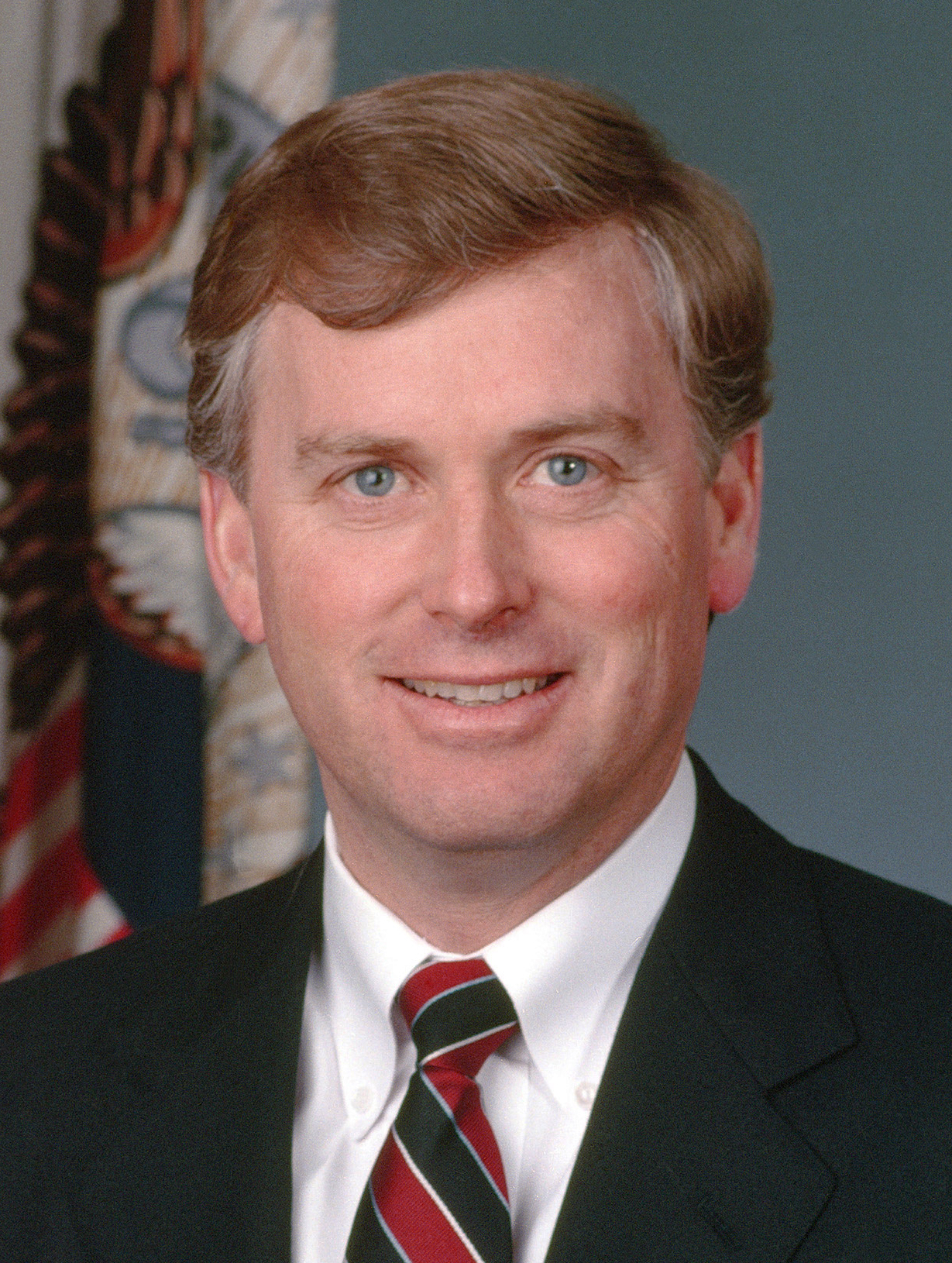
Vicepresident Dan Quayle uit Indiana Republikeinse Partij
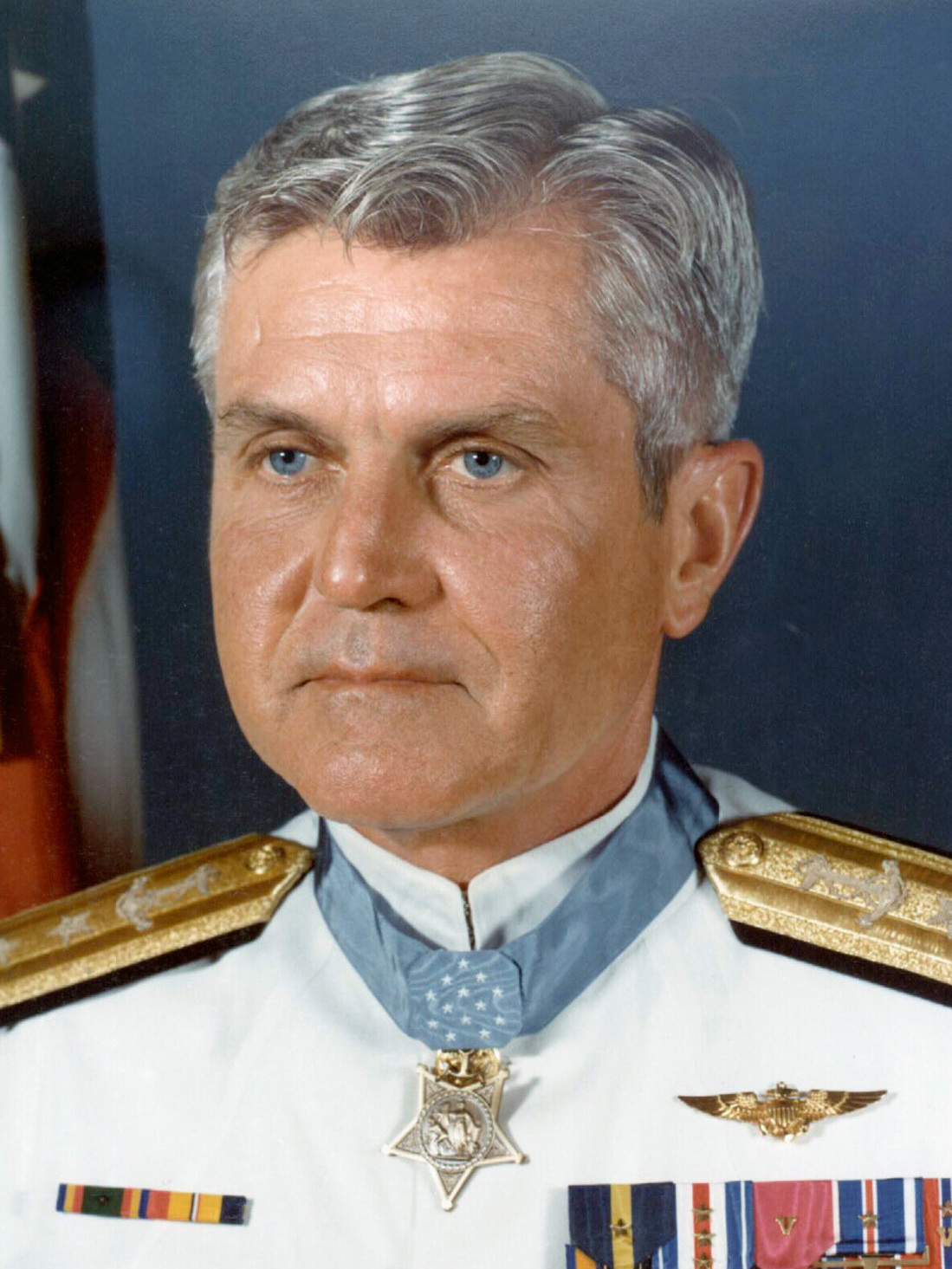
Vice Admiral (b.d.) James Stockdale uit Californië Onafhankelijk

## Uitslag
Op 3 november 1992 won Clinton de verkiezingen. Hij behaalde 43 procent van de stemmen, tegenover 37 procent voor Bush en 19 procent voor Perot. Clinton haalde 370 van de kiesmannen tegenover 168 voor Bush. Perot slaagde er in twee staten in om de tweede plaats te behalen, maar kreeg geen kiesmannen.
Het stemmenpercentage van Bush was het slechtste resultaat van een Republikeinse kandidaat sinds 1936. Perot had het hoogste percentage stemmen ooit voor een kandidaat die uiteindelijk geen kiesmannen achter zich kreeg. De Democraten wonnen vooral in de staten in het noordoosten, het middenwesten en aan de westkust. Ondanks de zuidelijke achtergrond van Clinton en Gore wonnen zij maar in vier staten van elf zuidelijke staten. Clinton was de eerste kandidaat sinds Lyndon Johnson in 1964 die in alle noordoostelijke staten won. Ook was het de eerste keer sinds 1964 dat een Democraat de staten Colorado, Illinois, Montana, Nevada, New Hampshire, New Jersey, New Mexico en Vermont won.
| Naam            | Bill Clinton         | George H.W. Bush     | Ross Perot      |
| Partij          | Democratische Partij | Republikeinse Partij | Onafhankelijk   |
| Thuisstaat      | Arkansas             | Texas                | Texas           |
| Running mate    | Al Gore              | Dan Quayle           | James Stockdale |
| Kiesmannen      | 370                  | 168                  | 0               |
| Gewonnen staten | 32+DC                | 18                   | 0               |
| Aantal stemmen  | 44.909.806           | 39.104.550           | 19.743.821      |
| Percentage      | 43,0%                | 37,4%                | 18,9%           |

1789 · 1792 · 1796 · 1800 · 1804 · 1808 · 1812 · 1816 · 1820 · 1824 · 1828 · 1832 · 1836 · 1840 · 1844 · 1848 · 1852 · 1856 · 1860 · 1864 · 1868 · 1872 · 1876 · 1880 · 1884 · 1888 · 1892 · 1896 · 1900 · 1904 · 1908 · 1912 · 1916 · 1920 · 1924 · 1928 · 1932 · 1936 · 1940 · 1944 · 1948 · 1952 · 1956 · 1960 · 1964 · 1968 · 1972 · 1976 · 1980 · 1984 · 1988 · 1992 · 1996 · 2000 · 2004 · 2008 · 2012 · 2016 · 2020 · 2024